# Zespół Freemana-Sheldona

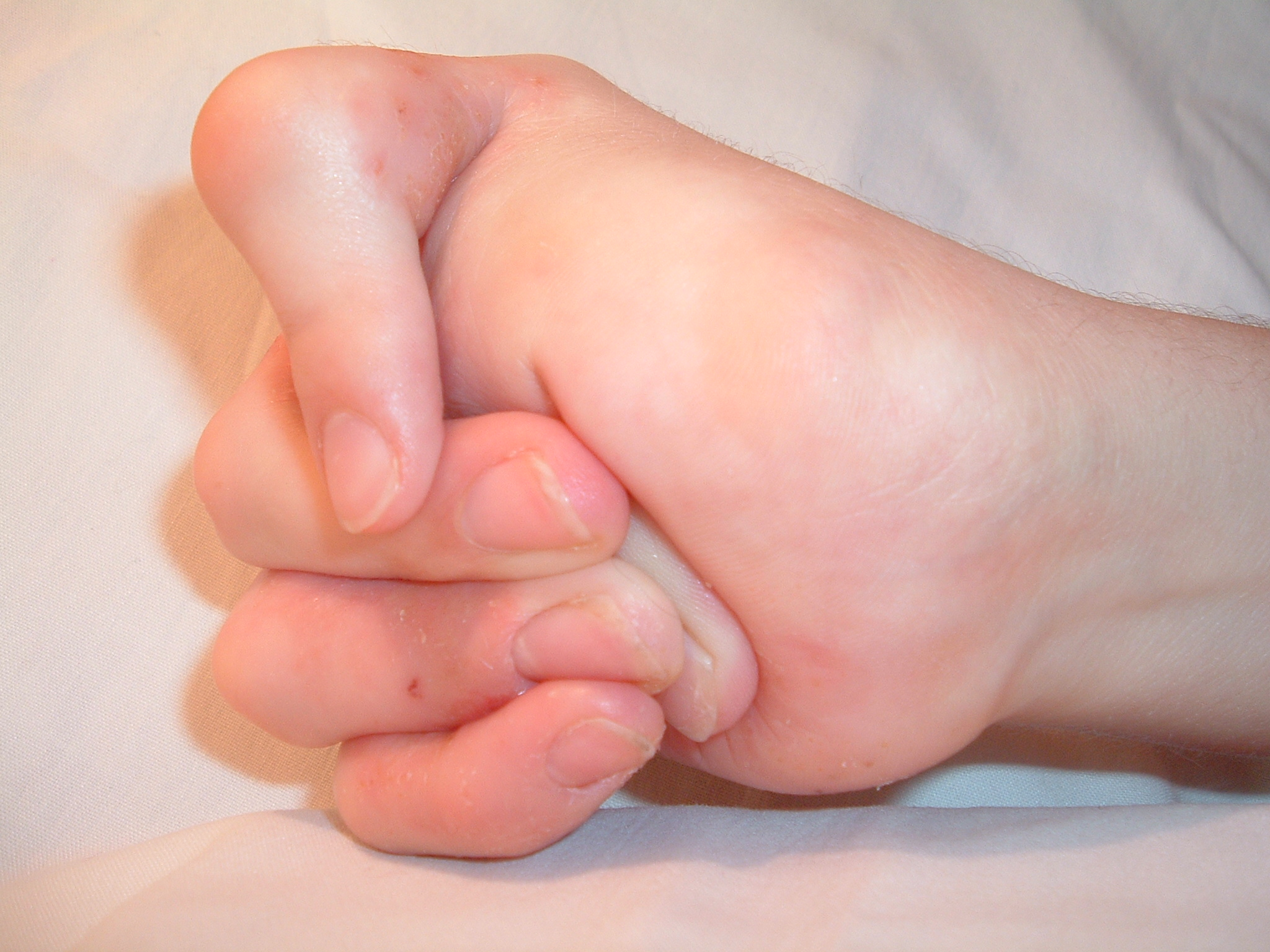
Dłoń pacjenta z zespołem Freemana-Sheldona

Zespół Freemana-Sheldona ("zespół gwiżdżącej twarzy", łac. dysplasia craniocarpotarsalis, ang. Freeman-Sheldon syndrome, FSS, distal arthrogryposis type 2A, DA2A, craniocarpotarsal dysplasia/ dystrophy, whistling-face syndrome) – rzadki zespół wad wrodzonych należący do artrogrypoz (zespołów mnogich przykurczy stawowych). Jest najcięższą postacią dystalnej artrogrypozy. Zespół opisali wspólnie w 1938 roku Freeman i Sheldon.

## Etiologia
Zespół może być spowodowany mutacjami w genie MYH3 w locus 17p13.1. Mutacje w tym samym genie mogą się wiązać z fenotypem zespołu Sheldona-Halla (OMIM#601680).

## Fenotyp
Na fenotyp zespołu Freemana-Sheldona składają się cechy dysmorficzne: maskowata twarz, małe usta (mikrostomia), wygładzenie rynienki podnosowej, charakterystyczne ułożenie ust jak przy gwizdaniu, hipoplazja skrzydełek nosa; ponadto upośledzona czynność podniebienia skutkująca nosową mową, przykurcze palców (kamptodaktylia) ze zgięciem w stronę łokciową (deviatio ulnaris), stopy końsko-szpotawe.